# Шишко Сергій Федорович

Надгробок Сергія Шишка на Байковому цвинтарі в Києві

Сергій Шишко (12 (25) червня 1911 , Носівка, Чернігівська губернія, Російська імперія  — 26 квітня 1997 , Київ, Україна ) — український художник, учень Федора Кричевського.

## Біографія
Народився 12 (25) червня 1911 року в сім'ї ветеринарного лікаря в містечку Носівка, тепер Чернігівська область, Україна. У часи УНР — 1919 року — сім'я переїжджає до Ніжина. Навчався в Ніжинській школі-семирічці у П. П. Лапи, художника та вчителя малювання.
Учився в Київському художньому інституті (1933, клас Федора Кричевського), закінчив Інститут малярства, скульптури та архітектури Всеросійської академії мистецтв у Ленінграді (1943).

## Творчість
Численні твори Шишка присвячені Києву («Київ — любиме місто», 1944–1970); цикли самаркандських і загорських етюдів (1942), фронтових етюдів і етюдів зруйнованого Києва (1944), цикл карпатських краєвидів (1947), пейзажі шевченківських місць, кримські етюди (1956), індустріальні пейзажі і полотна, присвячені колгоспному життю, краєвиди, експоновані на численних виставках як в УРСР, так і за кордоном.
У мистецькому доробку Шишка є також портрети та натюрморти («Червоні маки»). Альбом «Київські пейзажі С. Ф. Шишка» (Київ, 1971). Серію «Київська сюїта» Шишко створював понад 40 років, у неї увійшло, як зазначає Ігор Шаров, понад 100 картин і етюдів. Розпочавши серію полотнами «Дніпро» (1944), «Осінь. Аскольдова могила» (1947), художник зробить Київ темою свого життя. Кожне полотно вражає продуманістю, наявністю творчого переживання, цілісністю і завершеністю. У київських краєвидах він втілює своє світосприйняття, розуміння краси й добра, свій мистецький і моральний ідеал. Полотна «Київські сюїти» різнопланові. Замилування архітектурою минулого відчувається в картині «Кирилівська церква. Зима» (1952) — для Шишка це не просто споруда, це людська мрія про прекрасне і досконале. Не менш мальовничим є краєвид «Пізня осінь. Володимирська гірка» (1957). Історичний час в цьому полотні визначений архітектурою. Однак Київ на полотнах Шишка часто подається поглядом сучасника. Він той, хто бачив післявоєнні руїни київських вулиць, крізь закохане серце відчуває красу щойно зведеного скляного фасаду станції метро («Хрещатик взимку», 1966), білосніжної Русанівки в рожево-блакитній задніпровській далині («Дніпровські береги», 1963) або нового мосту, що стрімко злетів над золотими обмілинами. Київ для Шишка — це втілення могутності, нескореності, сили відродження.
Одна із залів Картинної галереї Ніжинського державного університету імені Миколи Гоголя присвячена творчості Сергія Шишка, який був частим гостем цього навчального закладу і протягом 1982-1984 рр. подарував йому 36 власних картин. Це одне з найбільших державних зібрань живописних полотен цього художника. Унікальність даної колекції полягає в тому, що тут представлені картини різних етапів творчого зростання та розвитку митця. Є в колекції ранні роботи, присвячені Ніжинському ВНЗ («Ніжинський педінститут», 1940, «Парк біля інституту влітку», 1939); картини 1950-1960-х («Дощ над Дніпром», «Весна», 1954, «Прояснюється», 1958) і полотна більш пізнього періоду («Над тихим Пслом», 1971, «У парку імені Ватутіна» 1975).

## Відзнаки
- Народний художник України (1964)
- Народний художник СРСР (1974)
- Лауреат Державної премії України імені Т. Г. Шевченка (1982)
- Почесна відзнака Президента України (1995)[4]

## Вшанування пам'яті
Вулиці Сергія Шишка є в Києві, Ніжині і в Носівці.

## Галерея

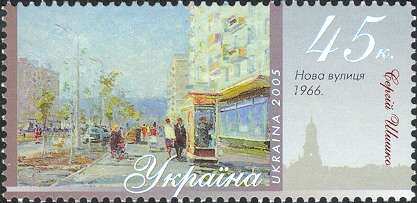
«Нова вулиця»
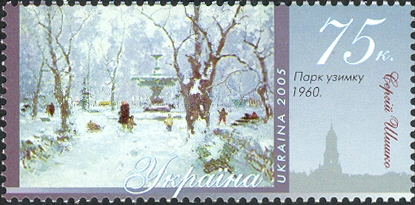
«Парк узимку»

## Публікації
- Виставка творів Сергія Федоровича Шишко. Каталог. — К. : Жовтень, 1960.
- Київські пейзажі С. Ф. Шишка. — К., 1971.
- Народний художник Української РСР Сергій Федорович Шишко. Живопис. Рисунок. Каталог. — К. : Мистецтво, 1972.
- Павлов В. Сергій Шишко. — Київ, 1977.
- Квіти Сергія Шишка. Комплект листівок. Київ, Мистецтво, 1980.
- Сергій Шишко. Київська сюїта. — К. : Мистецтво, 1987.
- Сергій Федорович Шишко. — К. : Соборна Україна, 2001.
- Сергій Шишко. Альбом. [Архівовано 31 березня 2016 у Wayback Machine.] — К., 2006. — 208 с. : іл. — ISBN 966-8527-27-5.
- Сергій Шишко. Твори з приватних колекцій. Каталог виставки. — К. : Київський музей російського мистецтва, 2006.